# Espen van Ee
Espen van Ee, né le 5 juillet 2003 à IJsselstein aux Pays-Bas, est un footballeur néerlandais qui joue au poste de milieu central au SC Heerenveen.

## Biographie

### En club
Né à IJsselstein aux Pays-Bas, Espen van Ee commence le football au VVIJ, puis il est formé par le Alphense Boys (en), avant de poursuivre sa formation au SC Heerenveen. Il signe son premier contrat professionnel avec le club le 26 juin 2020, à 16 ans et pour une durée de trois ans. Sa signature intervient en même temps que celles de deux autres jeunes joueurs, Enzo Cornelisse et Daan Huisman.  
Espen van Ee quitte le Vitesse à l'été 2023 sans avoir joué avec l'équipe première, et rejoint librement le SC Heerenveen le 18 juillet 2023, pour un contrat de deux ans. Il arrive dans un premier temps pour renforcer l'équipe réserve du club.
Van Ee joue son premier match en Eredivisie, l'élite du football néerlandais, le 2 septembre 2023, face au Go Ahead Eagles. Il entre en jeu à la place de Ion Nicolaescu lors de cette rencontre perdue par son équipe (3-2 score final),.
Il devient un titulaire régulier de l'équipe sous les ordres de Robin van Persie à partir du début de la saison 2024-2025 et il est récompensé en prolongeant son contrat avec Heerenveen le 25 septembre 2024. Il est alors lié au club jusqu'en juin 2026.